# Fouencamps
Fouencamps – miejscowość i gmina we Francji, w regionie Hauts-de-France, w departamencie Somma.